# Велькер, Карл Теодор
Карл Теодор Велькер (нем. Carl Theodor Welcker; 29 марта 1790, Обер-Офлайден — 10 марта 1869, Нойенхайм) — немецкий юрист, публицист и либеральный политик.

## Биография и деятельность
Карл Теодор Велькер был одним из 17 детей священника Иоганна Генриха Фридриха. Старший брат Велькера Фридрих Готлиб — известный классический филолог и археолог.

### Образование и ранняя карьера
Учился в Гиссенском и Гейдельбергском университетах и получил специальность лектора в 1813 году в Гиссене. Работа по философии права, опубликованная в том же году, принесла ему славу экстраординарного профессора.
В 1814 году он принял предложение из Кильского университета. Вместе со своими академическими обязанностями он редактировал журнал «Kieler Blätter», который вышел в свет в середине 1815 года.
В 1817 году Велькер перевёлся в Гейдельбергский университет, где остался только до 1819 года, а затем уехал работать в Бонн. 

### Фрайбургский университет
С 1822 года по 1832 год он читал лекции по сводам законов и конституционному праву во Фрайбургском университете. Он привлек последователей среди студентов, которых он посвятил в глубины его знаний и стремился развивать их энтузиазм по представленным проблемам, в то время как его коллеги ограничивались в своих выступлениях только использованием своих воспоминаний. Всеохватывающий характер его лекций лучше всего постигается в консультации с энциклопедической работой, которой он занимался в 1820-х годах, названной «Внутренняя и внешняя система практических, естественных и Роман-христианско-германских правовых норм, государственного управления и законотворчества» (немецкий: Das innere und äussere System der natürlichen und röm.-christl.-german. Rechts-, Staats- und Gesetzgebungslehre), из которой появился первый том, и больше не издавался.

### Политик и журналист
В 1830 году Велькер выступил с петицией за свободу прессы. Это привлекло к нему всеобщее внимание и в 1831 году он был избран в Баденский парламент от города Эттенхайм. Он оставался в парламенте почти 20 лет.
В парламенте Бадена Велькер прилагает неустанные усилия для развития политического аппарата, способствующего свободе. На протяжении почти восемнадцати лет он боролся против цензуры, с ещё большей энергией, когда свобода прессы выиграла в 1832 году после того, как через некоторое время должна была уступить указам Бундестага Германского союза во главе с Пруссией и Австрией. Этот второй созыв удерживал свои права, несмотря на резкие возражения со стороны правительства, разработал комплексную немецкую Конфедерацию национального единства и гражданской свободы. Это было, по существу, делом Велькера, так как он никогда не довольствовался совершенствованием законодательства и администрирования великого герцогства своими многочисленными предложениями, но следил за их выполнением.
То короткое время, которое свобода прессы царствовала в Бадене, он использовал для основания либерального информационного бюллетеня Der Freisinnige. В нём он опубликовал серию статей за продолжение конституционной реформы и расширение свободы законотворчества. Также он резко критиковал тенденцию, которая укреплялась в южной Германии, добиваться того, в чём отказало правительство революционным путём. Когда Der Freisinnige было закрыто Конфедерацией указом от 19 июля 1832 года и Велькер решительно высказался против этого указа, он был отстранен от своей должности преподавателя. В то же время университет Фрайбурга, где с Карлом фон Роттеком и другими коллегами-единомышленниками он выражал враждебное отношение к тенденциям с правительства, был закрыт на неопределенный срок. В октябре, Велькер был отправлен в отставку. Из-за статей, которые он опубликовал в Freisinnige, он был приговорен судом Фрайбурга к тюремному заключению, но этот приговор был отменён вышестоящим судом в ответ на его обращение.
Велькер теперь перенёс свою борьбу против правительства в парламент, где он выступал против министров в областях, в которых он видел угрозы либеральным реформам. Его упрекали, с одной стороны, в неизбирательности оппозиции, а с другой — в бесплодном культе фразеологии. Несмотря на его оппозиционные взгляды, в вопросах, в которых он был согласен с правительством, с он сотрудничал ревностно и неукоснительно. И если иногда он и был замечен в персональных атаках на министров, так же и дела правительства против него часто были резкими и безжалостными. С помощью цензоров его речи были записаны в искаженном виде, а его оправдания не печатались, его оклеветали множество раз. Поэтому он не был переизбран в парламент в 1837 году от города Эттенхайм, а в 1841 году ему запретили чтение лекций в университете Фрайбурга.
Однако на выборах 1841 года он снова стал представителем своего участка в парламенте. С отъездом Фридриха фон Биттерсдорфа по назначению министерства, на первый план в парламенте вышли заботы о решении практических задач, и Велькер тут играл важную роль, особенно при обсуждениях списка наказаний и уголовно-процессуальных законов. Его политико-публицистические заметки заслужили наилучшую отметку в протоколе Карлсбадской Конференции 1819 и на последних минутах министерской конференции в Вене в бумагах конституционного учёного Йогана Людвига Клюбера.

### Революции 1848 года
Его многолетняя, подробная оккупация со всеми вопросами, касающимся организации и законов Германского союза со всей очевидностью, что с инсинуации французской Февральской революции в общественном сознании, в Германии новой формации вопрос об отношениях народов между собой стал бы более актуальным. Во втором парламенте Бадена, а также в независимых ассоциациях, которые к марту 1848 г. собрались вместе, началась дискуссия о будущем виде Германии, и Велькеру было поручено соответствующим и важным событием, особенно в Гейдельберг сборки 5 марта в Siebenerausschuß, который подготовил для сбора представителей во Франкфурте, и для Vorparlament (подготовительного совещания Франкфуртской парламента). И это следует подчеркнуть, что Велькера в его конституционных предложениях на этих разбирательствах отличал резкий радикализм, а также объединение, и высказался за право членов существующих правительств принять участие в новой формации Германии.
14 марта 1848 года, правительство Бадена назвало Велькера своим представителем в Бундестаге, сообщив барон фон Биттерсдорфу, что он больше не мог удерживать его в таком положении против мнения общества земли. В таком качестве, как и для Франкфуртского парламента (также называемого Национальной Ассамблеей), как его член, избранный от 14 земли, у него появилась обязанность соотносить себя с общенемецкими конституционными вопросами. Кроме того, Велькер был известен как смотритель Рейха со многими дипломатическими миссиями, в Вене и Ольмюце, и многих других местах, где он был, чтобы обсудить с Австрийским правительством определённые уступки революционерам, и в Швеции, куда он привез с собой молодого Виктора фон Шеффеля в качестве секретаря.
В ходе обсуждения вопроса лидерства а Национальной Ассамблее Велькер расстался с большой центральной партией, к которой ранее принадлежал, после своих дипломатических поездок он не мог смириться с идеей главенства Пруссии в Германии. Он был настолько этим обеспокоен, что рекомендовал править Пруссии и Австрии по очереди. После того как это предложение получило всего 80 голосов, от имени меньшинства он сделал встречное предложение о конституции для империи, которая должна была иметь директорат семи членов под переменным президентством двух главных сил. Призывы к «неделимой, постоянной конституционной монархии» оставили Велькера, который считался только с поглощением немецких земель Австрии в новом союзе, глубоко разочарованным. Теперь он сделал совершенно противоположное, и, не сообщая об этом своей партии, 12 марта в Национальной Ассамблее он сделал удивительное предложение «принять имперскую конституцию, как она останется после первого лидерства, до её подтверждения с уважением к пожеланиям правительства и принять её в первом голосовании (чтении)» и депутации передать её прусскому королю, по которой он объявлялся наследственным Кайзером. Когда его предложение было отклонено, Велькер проголосовал за детальное рассмотрение конституции со своими старыми друзьями из центральной партии.
Отказ от короны кайзера Фредерика Вильгельма IV Прусского стал новым разочарованием для него, и после этого удара, когда он голосовал во время тридцатого сбора по поводу имперской конституции, его единственным достижением стала конституция любой ценой, и он постоянно голосовал вместе с радикалами. Когда 26 мая 1849 его предложение сделать воззвание немецкому народу, отвергающему смешение иностранцев в делах Германии, было отвергнуто, он покинул Национальную Ассамблею. Его решение также покинуть и должность в правительстве спасло его от судьбы его различных друзей после подавления Баденской революции, которые были уволены, хотя у них было мало с ней общего и, кроме того, они сильно ей противились (боролись с ней).

### Поздняя деятельность
Кроме его представления от участка Бреттен во втором парламенте Бадена в 1850, Велькер больше не принимал официального участия в общественной жизни. В 1851 он перенёс свою резиденцию в Хейдельберг, где в тихой отставке с семьёй работал над книгой о своих воспоминаниях. Многие из его работ вышли в новых изданиях, особый пример того третье издание конституционного словаре (нем…Staatslexikon; 12 т, Altona, 1834-44; 3-е изд,14 т, Лейпциг, 1856-66) [1] в 1857—1866 годы, который он начал писать со своим другом Роттеком в 1834 году, и после смерти Роттека, он закончил его самостоятельно в 1840 году. Значение этой работы, которая прославила конституционную монархию, лежало в его точке зрения и его представлении понимания среднего класса.
Когда в начале 1860-х либерализм, как и национальный идеал получил новый всплеск интереса, Велькер появился на политической арене снова. на конференции представителей в Веймаре в сентябре 1862 года, который проходил в то же время, что и сбор князей в 1866 году, он был ревностным и тёплым сторонником объединения. Это объясняет, почему после 1866 года он продолжал работать против германского единства под лидерством Пруссии (во главе с Пруссией) и присоединился к агитации Швабских партикуляристов.
Когда Велькер заработал воспаление лёгких 2 марта 1869, большая часть молодого поколения забыла его имя. Но в развитии немецкого либерализма в борьбе с реакцией бундестага во главе с Австрией и Пруссией, Велькер сыграз заметную роль, так что в истории политической жизни германии его имя заняло заслуженное место рядом с именем Роттека и других ранних борцов начала 1830-х годов.